# Chimillas
Chimillas (em aragonês: Chimiellas) é um município da Espanha, na província de Huesca, comunidade autónoma de Aragão. Tem 9,97 km² de área e em 2021 tinha 411 habitantes (densidade: 41,2 hab./km²). Pertence à comarca de Hoya de Huesca, e limita com os municípios de Almudévar, Alerre, Banastás, Huesca e La Sotonera.